# Spirembolus monticolens
Spirembolus monticolens är en spindelart som först beskrevs av Chamberlin 1919.  Spirembolus monticolens ingår i släktet Spirembolus och familjen täckvävarspindlar. Inga underarter finns listade i Catalogue of Life.